# Relaciones Costa Rica-Ghana
Las relaciones Costa Rica-Ghana se refieren a las relaciones internacionales que existen entre Costa Rica y Ghana.
El 11 de julio de 2000 Kobina Koomson presentó cartas credenciales al Presidente de la República Miguel Ángel Rodríguez como Embajador concurrente de Ghana ante el Gobierno de Costa Rica con residencia en Nueva York.

## Relaciones diplomáticas
- Ghana tiene una embajada en La Habana, concurrente para Costa Rica.[2]